# Oud-Hortuszicht

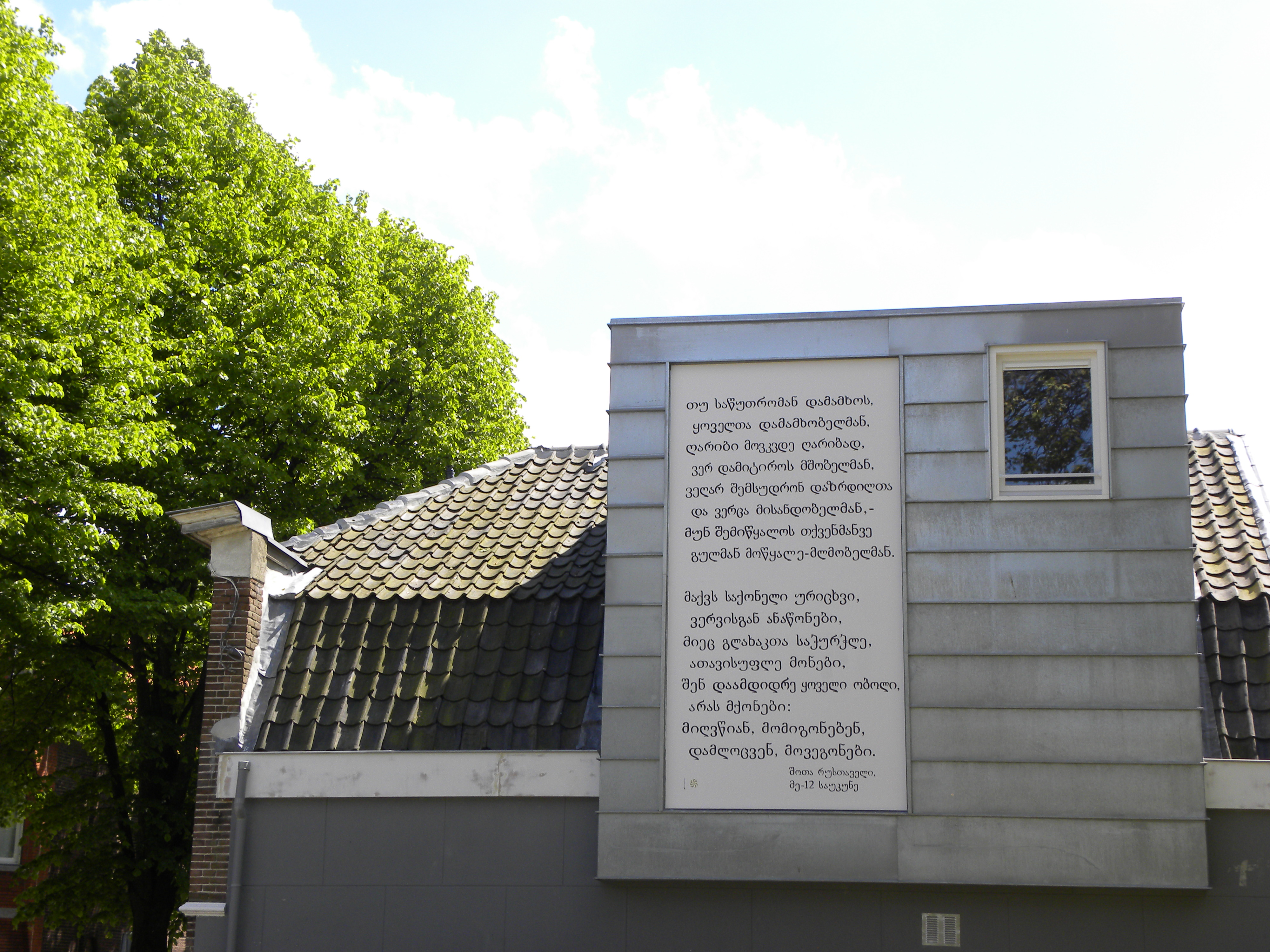
Sjota Roestaveli - De ridder in het pantervel

Oud-Hortuszicht is een parkje aan de Witte Singel in de Vreewijk van de Nederlandse stad Leiden. Het parkje is genaamd naar het voormalige buiten en de latere uitspanning Oud-Hortuszicht, waaraan ook de naam van de Oud-Hortuszichtbrug herinnert.

## Geschiedenis
Vanaf circa 1580 groeide in de Nederlanden de belangstelling voor het buitenleven. Degenen die zich dat konden permitteren - meest uit de adel en het patriciaat - kochten grond buiten de stadssingels om die in te richten als speeltuin of zelfs als buitenplaats (zie huize Vreewijk en Groenhoven). Waren de speeltuinen oorspronkelijk voor het eigen genoegen van de eigenaar, later ontstonden ook combinaties van uitspanningen en speeltuinen voor het bredere publiek.
In 1887 werd aan de Witte Singel een Kinderspeeltuin met Melkinrigting geopend. In 1902 werd die weer opgeheven vanwege nieuwbouw van herenhuizen. In 1905 kocht Willem Frederik van Ingen Schenau (1863 - 1949), toen nog banketbakker, van Lambertus Weinberg het voormalige buiten Oud-Hortuszicht aan de Witte Singel nr. 59 en opende een nieuwe speeltuin geopend: de Thee en speeltuin restaurant Oud Hortuszicht. Bezoekers kwamen uit de verre omgeving. Blijkens een krantenbericht kwamen de kinderen van de Haagse Kinder-Oranjebond zelfs met de trein naar Leiden voor hun jaarlijkse uitstapje naar de theetuin.
In 1918 nam zoon Dirk Huibert Antonius van Ingen Schenau (1893 - 1968) de zaak over en zette die voort tot 1958. Op 2 maart 1959 besloot de Leidse gemeenteraad tot aankoop van de speeltuin ten behoeve van de realisering van het nieuwe, maar nooit gerealiseerde, wegenschema.
Na jarenlange leegstand werden de opstallen van Oud-Hortuszicht op 9 november 1965 gesloopt. ten gunste van de aanleg van een openbaar parkje. Later werden ook speeltoestellen geplaatst.
Na aandringen van de wijkvereniging werd het inmiddels sterk verwaarloosde parkje in 2009 door de gemeente Leiden opgeknapt. De paden in het parkje werden vernieuwd en rollator-vriendelijk gemaakt, er kwam nieuwe beplanting en er zijn nieuwe speeltoestellen geplaatst. Op 30 april 2009 (Koninginnedag) werd het parkje feestelijk heropend.
Achteraf bleek de herinrichting van het parkje in plaats van een ton, ruim een kwart miljoen euro te hebben gekost. De gemeente heeft zich daarom voorgenomen om bij groenplannen voortaan meer te werken vanuit een planmatige aanpak.
In mei 2010 werd op de zijgevel van de aan het parkje grenzende woning Witte Rozenstraat 1 door de stichting Tegen-Beeld een muurgedicht aangebracht: twee verzen van De ridder in het pantervel van Sjota Roestaveli.